# Cerkiew Narodzenia Bogarodzicy w Szymbarku
Cerkiew Narodzenia Bogarodzicy w Szymbarku – dawna cerkiew greckokatolicka znajdująca się w Szymbarku w przysiółku Wólka. Cerkiew zbudowano w łemkowskiej osadzie Doliny w 1790 roku. Po 1947 użytkowana sporadycznie przez rzymskokatolicką parafię Matki Bożej Szkaplerznej w Szymbarku.

## Historia
Cerkiew zbudowano w łemkowskiej osadzie Doliny. Z zachowanych dokumentów wynika, że wzniesiono ją w 1790 roku, natomiast szematyzmy z 1898 i 1936 podają datę 1821, zapewne odnowienia budowli. Po 1947 roku, po wysiedleniu Łemków, została przejęta pod zarząd miejscowej parafii rzymskokatolickiej. Użytkowana sporadycznie powoli niszczała. Była kilkakrotnie remontowana: w 1856 kiedy między innymi dobudowano kruchtę przy wieży, w 1927 i w latach 1992-93 gdy przeprowadzono gruntowne prace konserwatorskie. Cerkiew wpisano na listę zabytków w 1994. 
Została włączona do małopolskiego Szlaku Architektury Drewnianej.

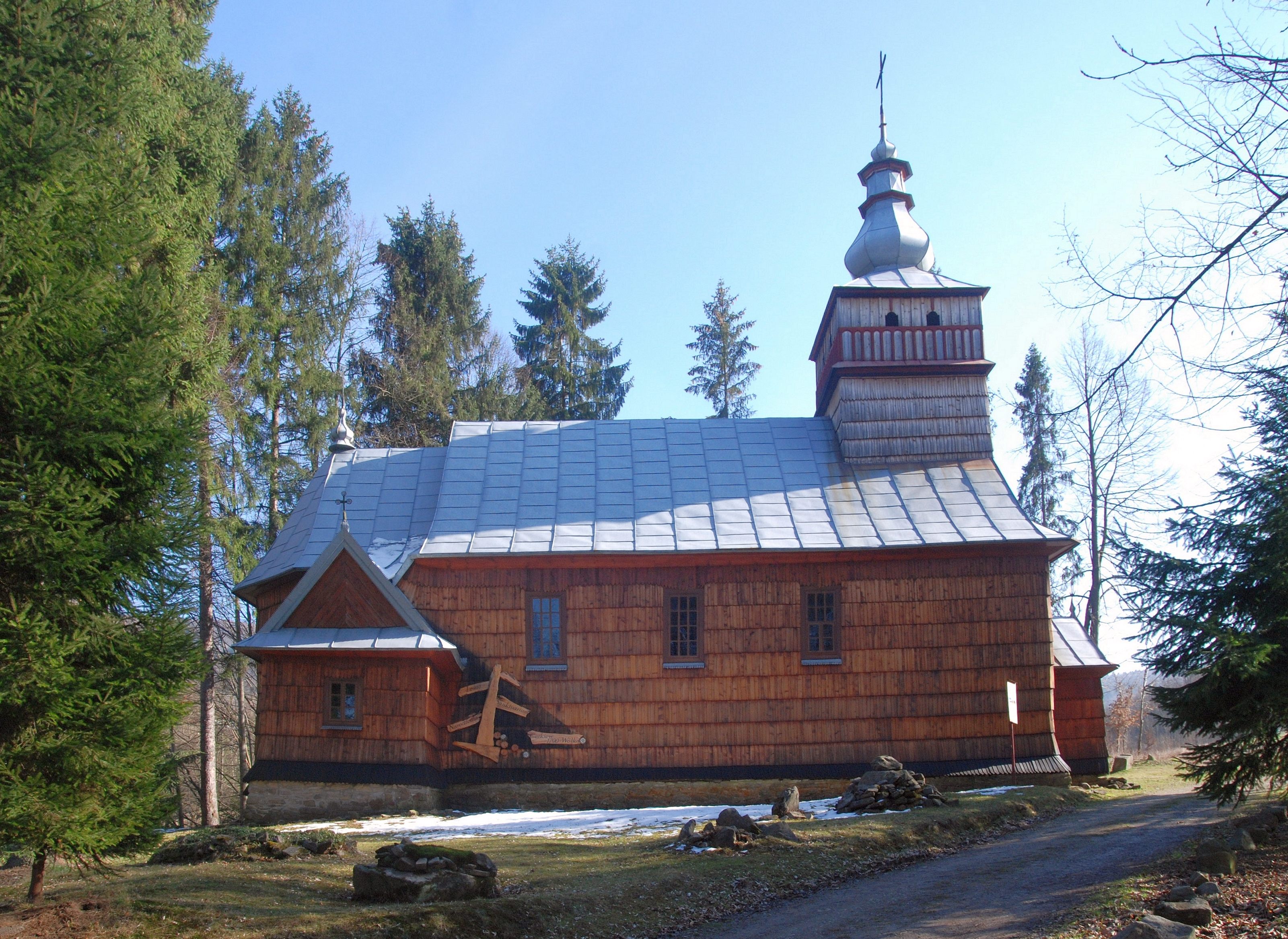
Elewacja północna
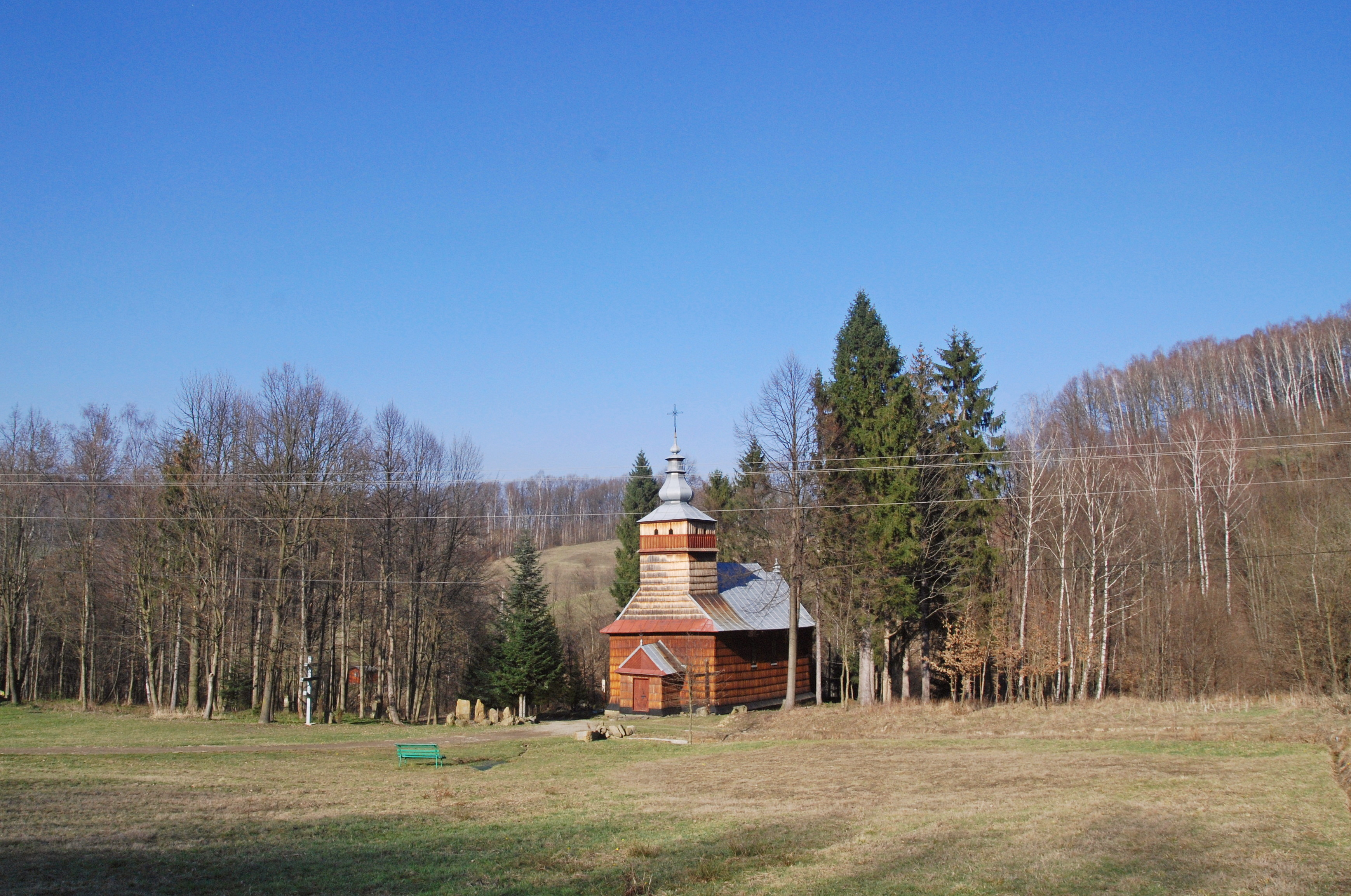
Widok ogólny
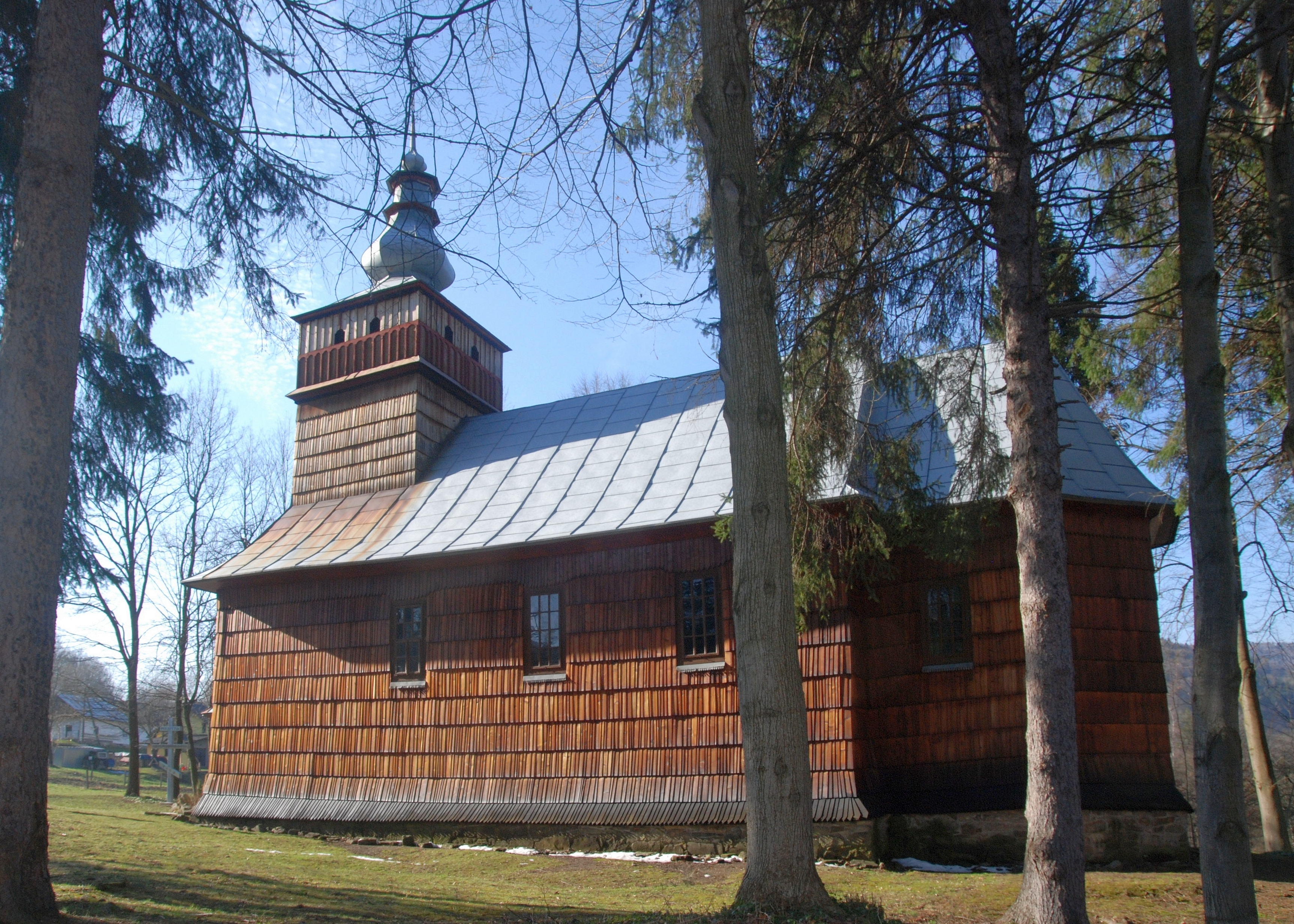
Elewacja południowa

## Architektura i wyposażenie
Cerkiew zbudowana w konstrukcji zrębowej, orientowana, dwudzielna. Składa się z niewielkiego trójbocznie zamkniętego prezbiterium i wydłużonej nawy. Nad obu częściami dachy kalenicowe. Słupowa wieża wpuszczona w przedłużoną połać dachu nawy, z pozorną izbicą zwieńczona jest baniastym hełmem. Słupy nośne wieży podtrzymują chór muzyczny. W przyziemu wieży dwa boczne pomieszczenia, a od zachodu kruchta. Ściany pokryte są gontem, a dachy blachą.
Wnętrze nakryte stropami płaskimi, ściany i stropy pomalowane na jednolity niebieski kolor. Wewnątrz trzy barokowe ołtarze: główny w prezbiterium z baldachimem z ikoną Ukrzyżowanie i w nawie dwa boczne oraz kompletny ikonostas z I połowy XIX wieku.

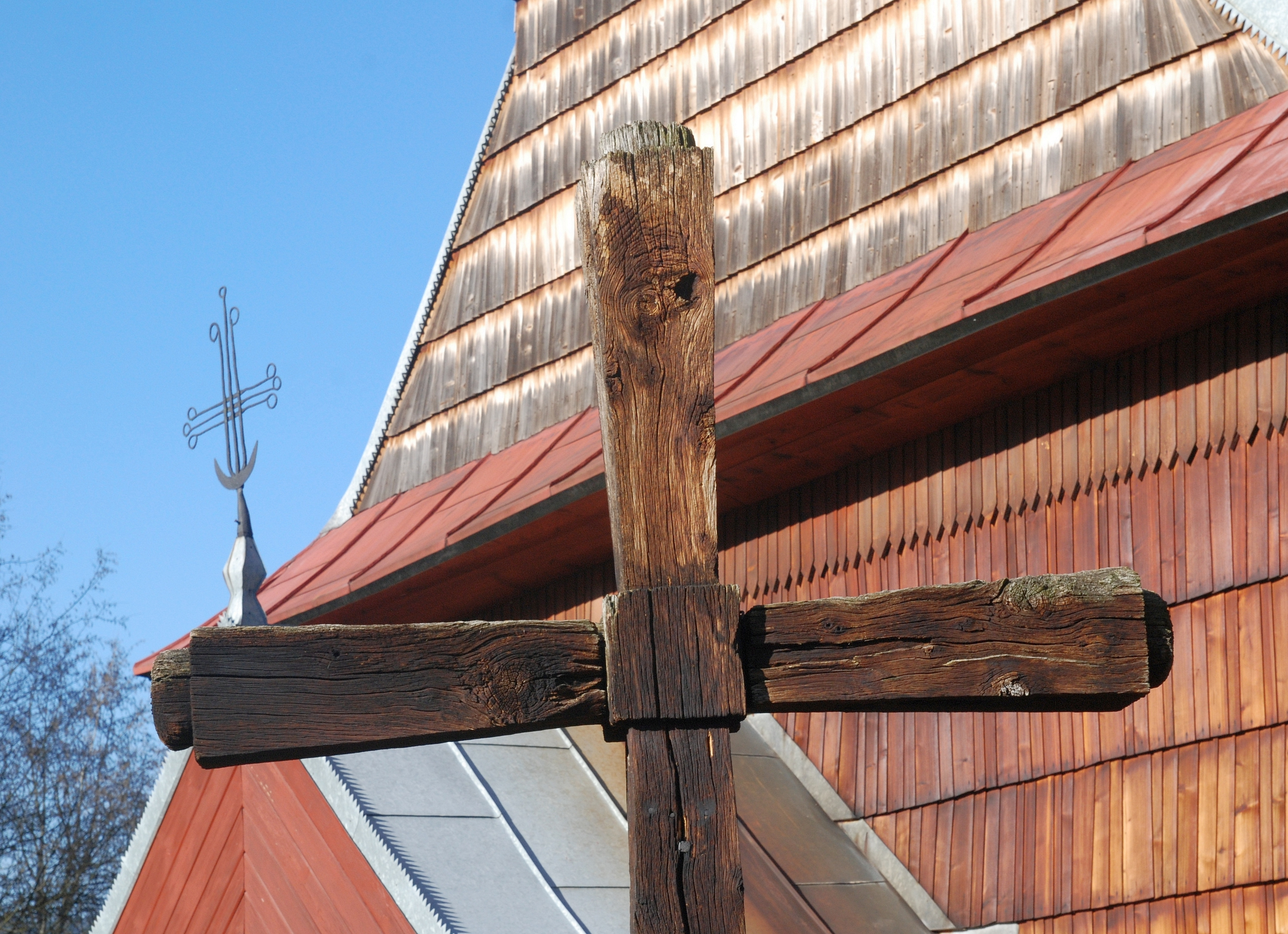
Otoczenie
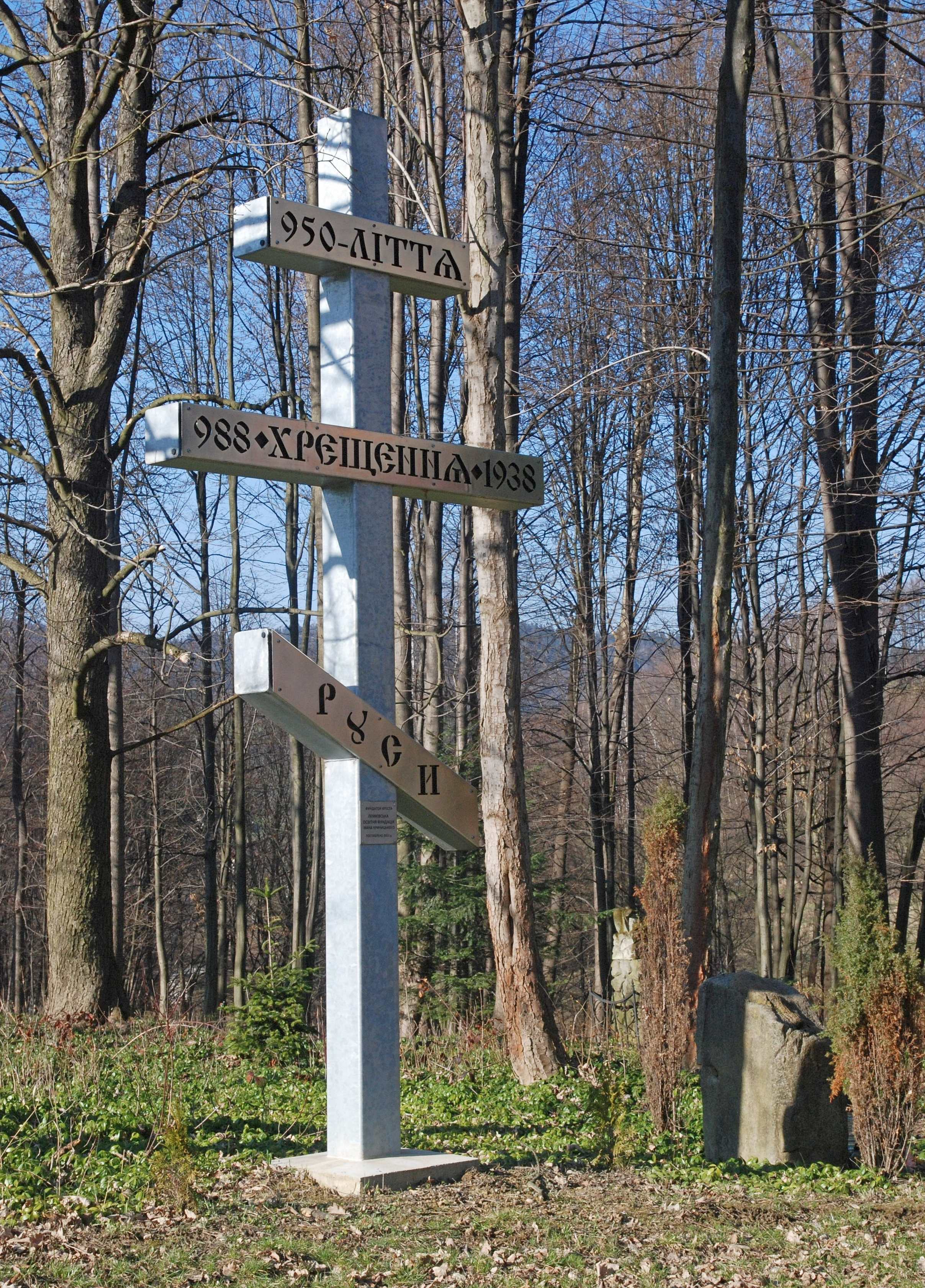
Otoczenie
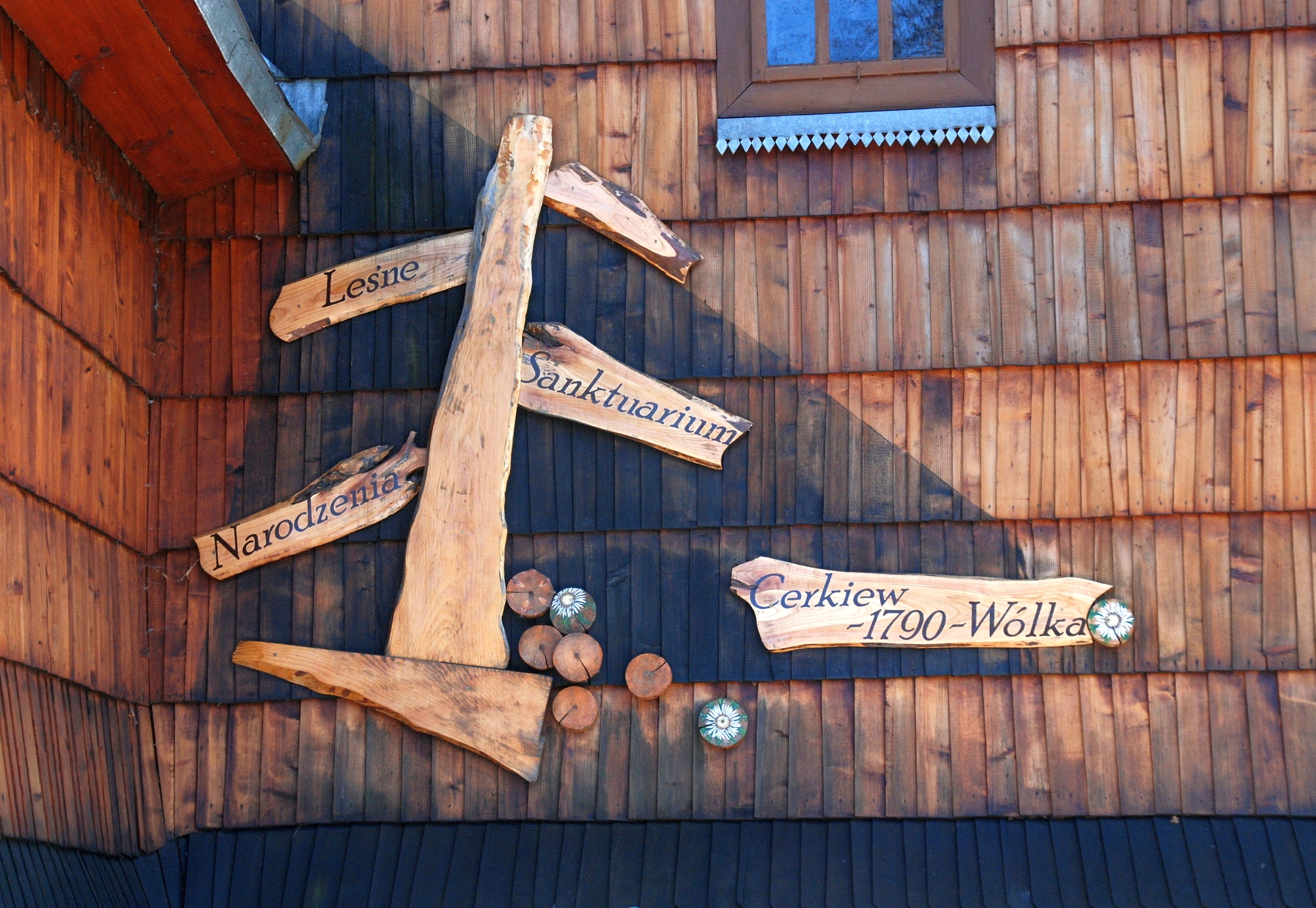
Otoczenie